# Ovelgönne (Dolna Saksonia)
Ovelgönne – miejscowość i gmina w Niemczech, w kraju związkowym Dolna Saksonia, w powiecie Wesermarsch.